# Енрико Бертаджа
Енрико Бертаджа на италиански: Enrico Bertaggia е бивш пилот от Формула 1. Роден на 19 септември 1964 г. в Ноале, Италия.

## Формула 1
Енрико Бертаджа прави своя дебют във Формула 1 в Голямата награда на Белгия през 1989 г. В световния шампионат записва 8 състезания като не успява да спечели точки, състезава се с Колони.